# AlltheWeb
AlltheWeb – wyszukiwarka internetowa, wprowadzona na rynek w połowie 1999 r. przez norweską firmę Fast Search and Transfer (rozwijana już od 1997 r.). Zbliżona funkcjonalnością i zaawansowaniem technicznym do Google, nie zdobyła jednak nigdy takiej popularności. AlltheWeb odróżniała się od konkurencji szybszym odświeżaniem indeksu i bardziej zaawansowanymi funkcjami wyszukującymi.
W lutym 2003 firma Fast został zakupiona przez Overture, natomiast sama Overture został w marcu 2004 przejęta przez Yahoo! - wkrótce potem AlltheWeb zaczęła korzystać z bazy indeksowej Yahoo!, a niektóre jej zaawansowane funkcje, jak wyszukiwanie w zasobach FTP, zostały usunięte.
Gdy AlltheWeb startowała w 1999 r., jej twórca próbował dostarczać indeks innym wyszukiwarkom, naśladując w tym wzorzec Inktomi. W 2000 r. Lycos korzystał z indeksu w serwisie Lycos PRO - do tej chwili AlltheWeb gromadziła w bazie ok. 200 mln adresów URL, a jej celem było objęcie wszystkich publicznie dostępnych stron - stąd nazwa AlltheWeb. Do czerwca 2002 zindeksowano ok. 2 miliardy indywidualnych dokumentów (mówiono wtedy o rozpoczętej wojnie wyszukiwarek), natomiast w chwili przejęcia przez Yahoo! liczba ta wzrosła do 3,3 mld, mając przez krótki czas pierwsze miejsce w tej konkurencji, do momentu wyjścia na prowadzenie Google'a.
Zgodnie z wpisem na stronie głównej Alltheweb została zamknięta 4 kwietnia 2011.